# Iglesia de Nuestra Señora de la Concepción (Puente Genil)
La iglesia de Nuestra Señora del Concepción es un templo de culto católico del municipio español de Puente Genil, en la provincia de Córdoba (Andalucía). Se trata de un edificio de estilo barroco.

## Características
La iglesia fue construida durante la segunda mitad del siglo XVIII, aprovechando en parte la antigua ermita de San Antón. Los trabajos de construcción no se completarían hasta 1809. El edificio posee una portada barroca y la fachada está constituida por un arco de medio punto enmarcado por dos torres, de las cuales solo está finalizada. El interior es de una sola nave con crucero señalado levemente en planta y marcado en el alzado por una cúpula elíptica. La nave está cubierta por una bóveda de cañón con lunetos y en sus muros se ubican sendos altares de medio punto. 
El retablo mayor está fabricado en yeso policromado y es obra de 1764. Las yeserías barrocas se encuentran repartidas por todo el templo en torno a unas grandes pilastras de estilo corintio. 